# Конде, Мариз
Мари́з Конде́, урождённая Мариз Буколон (фр. Maryse Condé; 11 февраля 1934, Пуэнт-а-Питр, Гваделупа[…] — 2 апреля 2024[…], Апт, Воклюз, Франция) — французская писательница, уроженка Гваделупы.

## Биография
Училась в парижском Лицее Фенелона, затем в Сорбонне. В 1958 году вышла замуж за гвинейского актёра Мамаду Конде, взяла фамилию мужа (развелись в 1981 году). Политизировалась через марксистов в своём кругу общения. Преподавала в Гвинее, Кот-д’Ивуаре, Гане (откуда была выслана по политическим мотивам), Сенегале, Франции, США (в Колумбийском университете, до 2004, и других американских университетах), работала как журналист.
Возглавляла Комитет памяти о рабстве, учреждённый во Франции в 2004 году. По её предложению с 2006 года 10 мая во Франции отмечается как День памяти о рабстве.
Жила на Гваделупе и в Нью-Йорке.
Умерла 2 апреля 2024 года в Апте, Воклюз в возрасте 90 лет.

## Творчество
Автор романов, новелл, нескольких пьес, книг для детей, эссе (на французском и английском языках).

## Произведения
- Hérémakhonon (1976)
- Une saison à Rihata (1981)
- Segou, том первый. Les murailles de terre (1984)
- Segou, том второй. La terre en miettes (1985)
- Moi, Tituba sorcière… (1986)
- Haïti chérie (1986)
- La vie scélérate (1987, премия Французской Академии)
- En attendant le bonheur (1988)
- Hugo le terrible (1989)
- La colonie du nouveau monde (1993)
- La migration des cœurs (1995)
- Traversée de la mangrove (1995)
- Pays mêlé (1997)
- Desirada (1997)
- Les Derniers rois mages (1997)
- Le cœur à rire et à pleurer (1999, премия Маргерит Юрсенар)
- Cèlanire cou-coupé (2000)
- La Belle Créole (2001)
- La planète Orbis (2002)
- Rêves amers (2005)
- Histoire de la femme cannibale (2005)
- Uliss et les Chiens (2006)
- Victoire, les saveurs et les mots (2006)
- Les belles ténébreuses (2008)
- En attendant la montée des eaux (2010)
- La Vie sans fards (2012)
- La Belle et la Bête : une version guadeloupéenne (2013)
- An tan révolisyon : elle court, elle court la liberté (2015), пьеса
- Mets et Merveilles (2015)
- Le Fabuleux et Triste Destin d’Ivan et d’Ivana (2017)
- L'Évangile du nouveau monde (2021)

### Издано на русском языке
«Я, Титуба, ведьма из Салема», издательство «Эксмо», (2019) — ISBN 978-5-04-101780-4

## Признание
Лауреат многочисленных французских и зарубежных премий, командор Ордена искусств и литературы (2001), кавалер Ордена Почётного легиона (2004), почётный член Литературной академии Квебека (1998) и др.
15 октября 2018 года шведская Новая академия присудила Мариз Конде альтернативную Нобелевскую премию по литературе. Новую академию создали по инициативе более ста деятелей культуры после того, как в 2018 году было решено не вручать Нобелевскую премию по литературе из-за скандала с сексуальными домогательствами в Шведской академии. Сразу после вручения премии в конце года Новую академию распустят.